# ラブス・オモルイ
ラブス・オモルイ（Loveth Omoruyi、2002年8月25日 - ）は、イタリアの女子バレーボール選手。イタリア代表。

## 来歴

### クラブチーム
ローディ出身。2016年、イタリアセリエBのPro Patria Volley Milanoに入団しバレーボール選手としてのキャリアをスタートさせた。2017/18～2019/20シーズンにかけてはクラブ・イタリアでプレーした、2020/21シーズンはセリエA1のイモコ・バレー・コネリアーノと契約し、セリエA1リーグでは2020/21、2021/22シーズンで2連覇を果たし、欧州チャンピオンズリーグでも優勝を経験した。2022/23シーズンはUYBA Volley Busto Arsizioへ移籍し、1年間プレーした。2023/24シーズンはキエーリ'76・バレーボールと契約した。

### 代表チーム
アンダーカテゴリーの代表として2017年のU-16欧州選手権で金メダルを獲得した。2018年、U-19欧州選手権でも金メダルを獲得した。2019年、メキシコで開催されたU-20世界選手権で銀メダルを獲得した。2021年、オランダで開催されたU-20世界選手権で金メダルを獲得し、自身もベストアウトサイドヒッター賞を受賞した。同年にシニア代表に初選出され、ネーションズリーグでデビューした。2023年、ネーションズリーグでは6位となった。同年の欧州選手権に出場し4位となった。

## 球歴
- オリンピック - 2024年
- ネーションズリーグ - 2021年、2022年、2023年、2024年
- バレーボール欧州選手権 - 2023年

## 受賞歴
- 2019年 - U-20世界選手権 ベストアウトサイドヒッター賞
- 2021年 - U-20世界選手権 ベストアウトサイドヒッター賞

## 所属クラブ
- Pro Patria Volley Milano（2016-2017年）
- クラブ・イタリア（2017-2020年）
- イモコ・バレー・コネリアーノ（2020-2022年）
- UYBA Volley Busto Arsizio（2022-2023年）
- Chieri '76 Volleyball（2023-）